# Шестнадцатиячейник
| Шестнадцатиячейник                                                                      | Шестнадцатиячейник               |
| --------------------------------------------------------------------------------------- | -------------------------------- |
| Диаграмма Шлегеля: проекция (перспектива) шестнадцатиячейника в трёхмерное пространство |                                  |
| Тип                                                                                     | Правильный четырёхмерный политоп |
| Символ Шлефли                                                                           | {3,3,4}                          |
| Ячеек                                                                                   | 16                               |
| Граней                                                                                  | 32                               |
| Рёбер                                                                                   | 24                               |
| Вершин                                                                                  | 8                                |
| Вершинная фигура                                                                        | Правильный октаэдр               |
| Двойственный политоп                                                                    | Тессеракт                        |

Пра́вильный шестнадцатияче́йник, или просто шестнадцатияче́йник — один из шести правильных многоячейников в четырёхмерном пространстве. Известен также под другими названиями: гексадекахор (от др.-греч. ἕξ — «шесть», δέκα — «десять» и χώρος — «место, пространство»), четырёхмерный гиперокта́эдр (поскольку является аналогом трёхмерного октаэдра), четырёхмерный кокуб (поскольку двойственен четырёхмерному гиперкубу), четырёхмерный ортоплекс.
Открыт Людвигом Шлефли в середине 1850-х годов. Символ Шлефли шестнадцатиячейника — {3,3,4}.

## Описание
Ограничен 16 трёхмерными ячейками — одинаковыми правильными тетраэдрами. Угол между двумя смежными ячейками равен в точности {\displaystyle 120^{\circ }.}
Его 32 двумерных грани — одинаковые правильные треугольники. Каждая грань разделяет 2 примыкающие к ней ячейки.
Имеет 24 ребра равной длины. На каждом ребре сходятся по 4 грани и по 4 ячейки.
Имеет 8 вершин. В каждой вершине сходятся по 6 рёбер, по 12 граней и по 8 ячеек. Любая вершина соединена ребром с любой другой — кроме вершины, симметричной ей относительно центра многоячейника.
Шестнадцатиячейник можно представить как две одинаковых правильных октаэдрических пирамиды, приложенные друг к другу своими основаниями, — либо как четырёхмерную дуопирамиду, построенную на двух квадратах.

## В координатах
Шестнадцатиячейник можно расположить в декартовой системе координат так, чтобы его 8 вершин имели координаты {\displaystyle (\pm 1;0;0;0),} {\displaystyle (0;\pm 1;0;0),} {\displaystyle (0;0;\pm 1;0),} {\displaystyle (0;0;0;\pm 1).}
При этом сечения многоячейника 6 координатными плоскостями будут представлять собой 6 квадратов, вершины и рёбра которых — соответственно вершины и рёбра многоячейника.
Каждая из 16 ячеек многоячейника будет располагаться в одном из 16 ортантов четырёхмерного пространства.
Начало координат {\displaystyle (0;0;0;0)} будет центром симметрии шестнадцатиячейника, а также центром его вписанной, описанной и полувписанных трёхмерных гиперсфер.
Поверхность шестнадцатиячейника при этом будет геометрическим местом точек {\displaystyle (x;y;z;w),} чьи координаты удовлетворяют уравнению
{\displaystyle |x|+|y|+|z|+|w|=1,}
а внутренность многоячейника — геометрическим место точек, для которых
{\displaystyle |x|+|y|+|z|+|w|<1.}

## Метрические характеристики
Если шестнадцатиячейник имеет ребро длины {\displaystyle a,} то его четырёхмерный гиперобъём и трёхмерная гиперплощадь поверхности выражаются соответственно как
{\displaystyle V_{4}={\frac {1}{6}}\;a^{4}\approx 0{,}1666667a^{4},}
{\displaystyle S_{3}={\frac {4{\sqrt {2}}}{3}}\;a^{3}\approx 1{,}8856181a^{3}.}
Радиус описанной трёхмерной гиперсферы (проходящей через все вершины многоячейника) при этом будет равен
{\displaystyle R={\frac {\sqrt {2}}{2}}\;a\approx 0{,}7071068a,}
радиус внешней полувписанной гиперсферы (касающейся всех рёбер в их серединах) —
{\displaystyle \rho _{1}={\frac {1}{2}}\;a=0{,}5000000a,}
радиус внутренней полувписанной гиперсферы (касающейся всех граней в их центрах) —
{\displaystyle \rho _{2}={\frac {\sqrt {6}}{6}}\;a\approx 0{,}4082483a,}
радиус вписанной гиперсферы (касающейся всех ячеек в их центрах) —
{\displaystyle r={\frac {\sqrt {2}}{4}}\;a\approx 0{,}3535534a.}

## Заполнение пространства
Шестнадцатиячейниками можно замостить четырёхмерное пространство без промежутков и наложений.